# Гарисон (Северна Дакота)
Гарисон (енгл. Garrison) град је у америчкој савезној држави Северна Дакота.

## Демографија
По попису из 2010. године број становника је 1.453, што је 135 (10,2%) становника више него 2000. године.
| Група             | 2000.         | 2010.         |
| Белци             | 1.252 (95,0%) | 1.344 (92,5%) |
| Афроамериканци    | 0 (0,0%)      | 1 (0,1%)      |
| Азијати           | 2 (0,2%)      | 1 (0,1%)      |
| Хиспаноамериканци | 11 (0,8%)     | 30 (2,1%)     |
| Укупно            | 1.318         | 1.453         |